# Francesco Cattaneo (canottiere)
Francesco Cattaneo, detto Franco (Salerno, 30 aprile 1970), è un allenatore di canottaggio ed ex canottiere italiano.
È stato direttore tecnico della nazionale italiana dal 2017 al 2024.

## Biografia
Diplomato in scienze nautiche all'istituto nautico, è stato atleta per il Circolo Canottieri Irno prima e per il Gruppo Nautico Fiamme Gialle poi, conquistando dodici titoli italiani su due tipi di barca, il quattro senza e l'otto.
A livello internazionale, ha vinto una medaglia d'oro nel mondiale junior del 1988 a Milano, mentre nel mondiale senior, due medaglie d'argento, rispettivamente ai campionati del mondo di canottaggio del 1991 e del 1992, e una di bronzo al mondiale del 1993 nella categoria pesi leggeri. È arrivato sesto, sempre nella specialità del quattro senza, al mondiale del 1994.
Ritiratosi dall'attività agonistica, nel 1996 è diventato allenatore del Gruppo Nautico Fiamme Gialle. Dal 1997 al 2000 è stato designato collaboratore della nazionale juniores, dal 2001 al 2004 collaboratore della nazionale pesi leggeri, occupandosi in particolare del quattro senza pesi leggeri che ha poi vinto la medaglia di bronzo alle olimpiadi di Atene 2004. Nel 2005 ha ottenuto il quarto livello europeo per tecnici rilasciato dal CONI ed è stato nominato, per il 2005-2006 collaboratore della nazionale per il settore senior. Successivamente, è divenuto per il biennio 2007-2008 capo settore del gruppo olimpico di coppia; nel 2012 è stato l'allenatore del doppio senior maschile medaglia d'argento alle olimpiadi di Londra 2012. Dal gennaio 2013 al dicembre 2016 è stato coordinatore della squadra nazionale e capo settore squadra maschile della coppia olimpica. Il diciassette dicembre 2016, il presidente della Federazione Italiana Canottaggio Giuseppe Abbagnale lo ha nominato direttore tecnico della nazionale italiana per il quadriennio 2017-2020, succedendo così a Giuseppe La Mura. Confermato direttore tecnico anche per il quadriennio 2021-2024, nel 2022 è stato proclamato socio onorario della Federazione Italiana Canottaggio e il diciassette marzo 2023 ha ricevuto dal presidente della repubblica Sergio Mattarella l'onorificenza di cavaliere dell'Ordine al merito della Repubblica Italiana.
Con l'elezione di Davide Tizzano a presidente della Federazione Italiana Canottaggio, gli è succeduto Antonio Colamonici nel ruolo di direttore tecnico della nazionale italiana.

## Palmarès
| Anno | Manifestazione      | Sede     | Specialità                 | Risultato |
| ---- | ------------------- | -------- | -------------------------- | --------- |
| 1991 | Campionati mondiali | Vienna   | Quattro senza pesi leggeri | Argento   |
| 1992 | Campionati mondiali | Montréal | Quattro senza pesi leggeri | Argento   |
| 1993 | Campionati mondiali | Račice   | Quattro senza pesi leggeri | Bronzo    |